# Kaahumanu

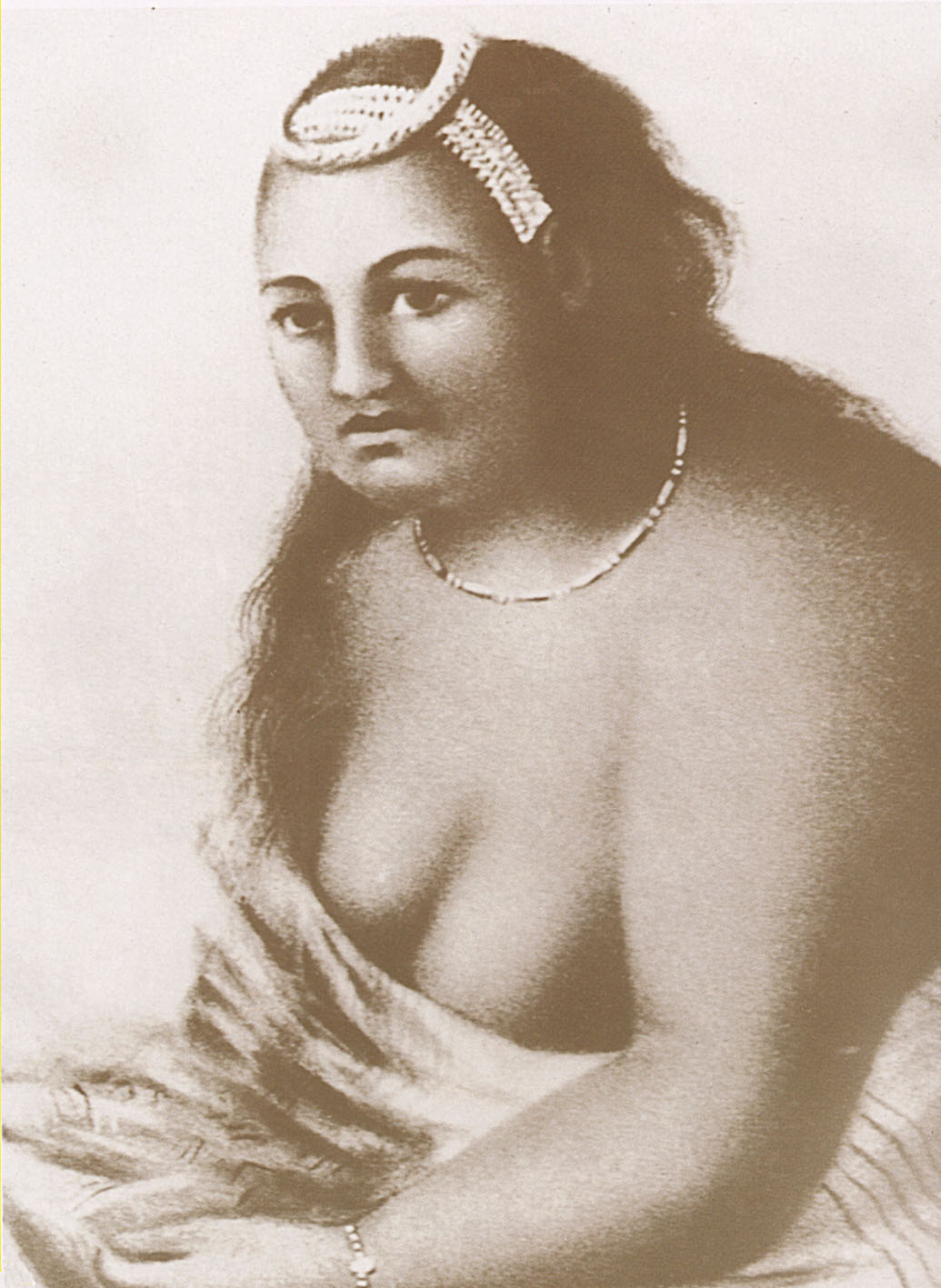
Kaʻahumanu.

Elizabeth Kaʻahumanu (Maui , 17 maart 1768 – 5 juni 1832) was koningin-regent van het Koninkrijk Hawaï, en een van de vrouwen van Kamehameha I. Als favoriete van de koning had ze veel politieke invloed, en ook onder zijn opvolgers oefende ze, nu als kuhina nui (minister-president) veel macht uit. Naast haar politieke macht is onder meer bekend vanwege haar inspanningen om de positie van vrouwen in Hawaï te verbeteren, en vanwege haar bekering tot het protestantisme in 1825.

## Koningin-regent
Zij was niet alleen machtig omdat ze de favoriete vrouw van de koning was, maar ook omdat ze gezien werd als iemand met buitengewoon veel mana, ofwel bovennatuurlijke kracht. Toen koning Kamehameha op 5 mei 1819 overleed, stelde Kaʻahumanu dat het de wens van de koning was geweest dat zijn 22-jarige zoon Liholiho, die de naam Kamehameha II aannam, de macht over het koninkrijk met haar zou delen. Het parlementaire orgaan stemde daarmee in en creëerde voor haar de functie van kuhina nui, of minister-president. Haar machtsbasis groeide mettertijd en uiteindelijk regeerde zij gedurende de heerschappijen van Kamehameha II en Kamehameha III met de titel "Koningin-Regent".
Kaʻahumanu zette zich in voor de rechten van inheemse vrouwen in Hawaï en was in dat opzicht dus haar tijd vooruit. Historici hebben er overigens op gewezen, dat zij daarmee ook haar eigen positie verbeterde.

## Kaumualiʻi van  Kauaʻi
Toen haar man stierf, vreesde Kaʻahumanu dat het eiland Kauaʻi zich van het koninkrijk zou afscheiden. Kauaʻi en het daarbij horende eiland Niʻihau waren nooit met dwang onderworpen door Kamehameha. Na jaren van weerstand hadden ze, ook uit angst voor de armada van Kamehameha, een geweldloze vrede getekend. In 1810 was Kaumualiʻi, aliʻi (heerser) van het eiland, een bondgenoot van Kamehameha geworden, maar na diens dood begon hij stappen te nemen om het eiland onafhankelijk te maken. Om Kauaʻi voor het koninkrijk te behouden liet Kaʻahumanu Kaumualiʻi op 9 oktober 1821 kidnappen, en dwong ze hem met haar te trouwen. Ze werd daardoor Kaumualiʻi's zevende vrouw.